# Parafia Matki Bożej Królowej Polski w Starych Jabłonkach
Parafia Matki Bożej Królowej Polski w Starych Jabłonkach – rzymskokatolicka parafia we wsi Stare Jabłonki, należąca do archidiecezji warmińskiej i dekanatu Ostróda. Została utworzona 19 grudnia 1979. Mieści się przy ulicy Kościelnej, pod numerem 2. Parafię prowadzą księża Salezjanie.